# Искиердос, Карлос
Карлос Роберто Искиердос (исп. Carlos Roberto Izquierdoz; родился 3 ноября 1988 года в Хасенкампе, Аргентина) — аргентинский футболист, защитник клуба «Спортинг» (Хихон).

## Клубная карьера
Искиердос воспитанник клуба «Ланус». В 2009 году для получения игровой практики Карлос был отдан в аренду в «Атланте» из второго дивизиона. По окончании срока аренды Искиердос вернулся в родной клуб. 7 августа 2010 года в матче против «Арсенала» из Саранди он дебютировал в аргентинской Примере. В следующий раз на поле Карлос вышел только в следующем году. 26 марта 2011 года в поединке против «Расинга» он забил свой первый гол за «Ланус». В составе клуба Искиердос дважды становился серебряным призёром первенства Аргентины, а в 2013 году завоевал Южноамериканский кубок.
Летом 2014 года Карлос перешёл в мексиканскую «Сантос Лагуна». 20 июля в матче против «Веракрус» он дебютировал в Лиге MX. 27 сентября в поединке против столичной «Америки» Искиердос забил свой первый гол за «Сантос Лагуна». В 2015 году Карлос помог клубу выиграть чемпионат. 21 октября в матче Лиги чемпионов КОНКАКАФ против коста-риканского «Депортиво Саприсса» он забил гол. В 2018 году Искиердос во второй раз помог клубу выиграть чемпионат.
Летом 2018 года Искиердос вернулся в Аргентину, подписав контракт с «Бока Хуниорс». 12 августа в матче против «Тальерес» из Кордовы он дебютировал за новую команду. 16 сентября в поединке против «Архентинос Хуниорс» Карлос забил свой первый гол за «Бока Хуниорс».

## Достижения
Командные
 «Ланус»
- Обладатель Южноамериканского кубка — 2013

 «Сантос Лагуна»
- Чемпионат Мексики по футболу — Клаусура 2015, Клаусура 2018